# Rusko na Zimních olympijských hrách 1998
Rusko na Zimních olympijských hrách 1998 v Naganu přijelo reprezentovat 123 sportovců, z toho 80 mužů a 43 žen. Nejmladším účastníkem byl sáňkař Viktor Knejb (17 let, 300 dní), nejstarší pak hokejista Sergej Němčinov (34 let, 25 dní). Do soutěží se nakonec zapojilo 122 reprezentantů (bez hokejového brankáře Ševcova), kteří vybojovali 18 medailí, z toho 9 zlatých, 6 stříbrných a 3 bronzové. Nejúspěšnější byla běžkyně na lyžích Larisa Lazutinová, která získala cenný kov ve všech pěti svých závodech, přičemž třikrát vyhrála.

## Medailisté
| Medaile | Jméno | Sport              | Disciplína                          | Datum    |
| ------- | --- | ------------------ | ----------------------------------- | -------- |
| Zlato   | Olga Danilovová | Běh na lyžích      | Ženy – 15 km klasicky               | 8. únor  |
| Zlato   | Larisa Lazutinová | Běh na lyžích      | Ženy – 5 km klasicky                | 10. únor |
| Zlato   | Larisa Lazutinová | Běh na lyžích      | Ženy – 10 km stíhací závod volně    | 10. únor |
| Zlato   | Oxana Kazakovová Artur Dmitrijev | Krasobruslení      | Sportovní dvojice                   | 10. únor |
| Zlato   | Ilja Kulik | Krasobruslení      | Muži – jednotlivci                  | 14. únor |
| Zlato   | Galina Kuklevová | Biatlon            | Ženy – sprint (7,5 km)              | 15. únor |
| Zlato   | Olga Danilovová Nina Gavriljuková Larisa Lazutinová Jelena Välbeová | Běh na lyžích      | Ženy – štafeta                      | 16. únor |
| Zlato   | Oxana Griščuková Jevgenij Platov | Krasobruslení      | Taneční páry                        | 16. únor |
| Zlato   | Julija Čepalovová | Běh na lyžích      | Ženy – 30 km volně                  | 20. únor |
| Stříbro | Larisa Lazutinová | Běh na lyžích      | Ženy – 15 km klasicky               | 8. únor  |
| Stříbro | Olga Danilovová | Běh na lyžích      | Ženy – 10 km volně (stíhací závod)  | 10. únor |
| Stříbro | Jelena Běrežná Anton Sicharulidze | Krasobruslení      | Sportovní dvojice                   | 10. únor |
| Stříbro | Anjelika Krylovová Oleg Ovsjanikov | Krasobruslení      | Taneční páry                        | 16. únor |
| Stříbro | Albina Achatovová Galina Kuklevová Olga Melniková Olga Romašková | Biathlon           | Ženy – štafeta (4×7,5 km)           | 19. únor |
| Stříbro | Pavel Bure Valerij Bure Sergej Fjodorov Sergej Gončar Alexej Gusarov Alexej Jašin Dmitrij Juškevič Valerij Kamenskij Darjus Kasparajtis Andrej Kovalenko Igor Kravčuk Sergej Krivokrasov Boris Mironov Dmitrij Mironov Alexej Morozov Sergej Němčinov Oleg Ševcov Michail Štalenkov German Titov Andrej Trefilov Valerij Zelepukin Alexej Žamnov Alexej Žitnik | Družstvo mužů      | Muži                                | 22. únor |
| Bronz   | Valerij Stoljarov | Severská kombinace | Muži – střední můstek + 15 km volně | 14. únor |
| Bronz   | Larisa Lazutinová | Běh na lyžích      | Ženy – 30 km volně                  | 20. únor |
| Bronz   | Vladimir Dračov Viktor Majgurov Pavel Muslimov Sergej Tarasov | Biatlon            | Muži – štafeta (4×7,5 km)           | 21. únor |

| Medaile podle sportů | Medaile podle sportů     | Medaile podle sportů        | Medaile podle sportů        | Medaile podle sportů |
| -------------------- | ------------------------ | --------------------------- | --------------------------- | -------------------- |
| Sport                | Zlatá olympijská medaile | Stříbrná olympijská medaile | Bronzová olympijská medaile | Celkem               |
| Běh na Lyžích        | 5                        | 2                           | 1                           | 8                    |
| Krasobruslení        | 3                        | 2                           | 0                           | 5                    |
| Biatlon              | 1                        | 1                           | 1                           | 3                    |
| Lední hokej          | 0                        | 1                           | 0                           | 1                    |
| Severská kombinace   | 0                        | 0                           | 1                           | 1                    |
| Celkem               | 9                        | 6                           | 3                           | 18                   |

| Medaile podle data | Medaile podle data | Medaile podle data       | Medaile podle data          | Medaile podle data          | Medaile podle data |
| ------------------ | ------------------ | ------------------------ | --------------------------- | --------------------------- | ------------------ |
| Den                | Datum              | Zlatá olympijská medaile | Stříbrná olympijská medaile | Bronzová olympijská medaile | Celkem             |
| 1                  | 8. únor            | 1                        | 1                           | 0                           | 2                  |
| 2                  | 9. únor            | 0                        | 0                           | 0                           | 0                  |
| 3                  | 10. únor           | 3                        | 2                           | 0                           | 5                  |
| 4                  | 11. únor           | 0                        | 0                           | 0                           | 0                  |
| 5                  | 12. únor           | 0                        | 0                           | 0                           | 0                  |
| 6                  | 13. únor           | 0                        | 0                           | 0                           | 0                  |
| 7                  | 14. únor           | 1                        | 0                           | 1                           | 2                  |
| 8                  | 15. únor           | 1                        | 0                           | 0                           | 1                  |
| 9                  | 16. únor           | 2                        | 1                           | 0                           | 3                  |
| 10                 | 17. únor           | 0                        | 0                           | 0                           | 0                  |
| 11                 | 18. únor           | 0                        | 0                           | 0                           | 0                  |
| 12                 | 19. únor           | 0                        | 1                           | 0                           | 1                  |
| 13                 | 20. únor           | 1                        | 0                           | 1                           | 2                  |
| 14                 | 21. únor           | 0                        | 0                           | 1                           | 1                  |
| 15                 | 22. únor           | 0                        | 1                           | 0                           | 1                  |
| Celkem             | Celkem             | 9                        | 6                           | 3                           | 18                 |

| Medaile podle pohlaví | Medaile podle pohlaví    | Medaile podle pohlaví       | Medaile podle pohlaví       | Medaile podle pohlaví | Medaile podle pohlaví |
| --------------------- | ------------------------ | --------------------------- | --------------------------- | --------------------- | --------------------- |
| Pohlaví               | Zlatá olympijská medaile | Stříbrná olympijská medaile | Bronzová olympijská medaile | Celkem                | Procenta              |
| Muži                  | 1                        | 1                           | 2                           | 4                     | 22,2%                 |
| Ženy                  | 6                        | 3                           | 1                           | 10                    | 55,6%                 |
| Smíšené               | 2                        | 2                           | 0                           | 4                     | 22,2%                 |
| Celkem                | 9                        | 6                           | 3                           | 18                    | 100%                  |

| Vícenásobní medailisté | Vícenásobní medailisté | Vícenásobní medailisté   | Vícenásobní medailisté      | Vícenásobní medailisté      | Vícenásobní medailisté | Vícenásobní medailisté |
| ---------------------- | ---------------------- | ------------------------ | --------------------------- | --------------------------- | ---------------------- | ---------------------- |
| Jméno                  | Sport                  | Zlatá olympijská medaile | Stříbrná olympijská medaile | Bronzová olympijská medaile | Celkem                 |                        |
| Larisa Lazutinová      | Běh na lyžích          | 3                        | 1                           | 1                           | 5                      |                        |
| Olga Danilovová        | Běh na lyžích          | 2                        | 1                           | 0                           | 3                      |                        |
| Galina Kuklevová       | Biatlon                | 1                        | 1                           | 0                           | 2                      |                        |

## Počet soutěžících v jednotlivých sportech
| Sport                | Muži | Ženy | Celkem |
| -------------------- | ---- | ---- | ------ |
| Akrobatické lyžování | 4    | 5    | 9      |
| Alpské lyžování      | 2    | 5    | 7      |
| Běh na lyžích        | 8    | 6    | 14     |
| Biatlon              | 6    | 5    | 11     |
| Boby                 | 6    | 0    | 6      |
| Krasobruslení        | 8    | 9    | 17     |
| Lední hokej          | 22   | 0    | 22     |
| Rychlobruslení       | 9    | 9    | 18     |
| Saně                 | 5    | 2    | 7      |
| Severská kombinace   | 5    | 0    | 5      |
| Short track          | 0    | 2    | 2      |
| Skoky na lyžích      | 4    | 0    | 4      |
| Celkem               | 79   | 43   | 122    |

## Akrobatické lyžování

### Jízda v boulích
| Sportovec           | Kategorie | Kvalifikace | Kvalifikace | Kvalifikace | Finále       | Finále       | Finále       |
| Sportovec           | Kategorie | Čas         | Body        | Pořadí      | Čas          | Body         | Pořadí       |
| ------------------- | --------- | ----------- | ----------- | ----------- | ------------ | ------------ | ------------ |
| Vitalij Gluščenko   | Muži      | nedokončil  | nedokončil  | nedokončil  | nepostoupil  | nepostoupil  | nepostoupil  |
| Andrej Ivanov       | Muži      | 27,34       | 18,73       | 27.         | nepostoupil  | nepostoupil  | nepostoupil  |
| Jevgenij Sennikov   | Muži      | 28,08       | 22,76       | 24.         | nepostoupil  | nepostoupil  | nepostoupil  |
| Ljudmila Dymčenková | Ženy      | 35,75       | 22,53       | 7.Q         | 34,04        | 21,02        | 15.          |
| Jelena Koroljovová  | Ženy      | 38,34       | 20,97       | 17.         | nepostoupila | nepostoupila | nepostoupila |
| Naděžda Radovická   | Ženy      | 37,64       | 13,41       | 25.         | nepostoupila | nepostoupila | nepostoupila |
| Jelena Voronová     | Ženy      | 37,60       | 20,54       | 18.         | nepostoupila | nepostoupila | nepostoupila |

### Akrobatické skoky
| Sportovec           | Kategorie | Kvalifikace | Kvalifikace | Kvalifikace | Kvalifikace | Finále       | Finále       | Finále       | Finále       |
| Sportovec           | Kategorie | 1. skok     | 2. skok     | Celkem      | Pořadí      | 1. skok      | 2. skok      | Celkem       | Pořadí       |
| ------------------- | --------- | ----------- | ----------- | ----------- | ----------- | ------------ | ------------ | ------------ | ------------ |
| Alexandr Michailov  | Muži      | 120,28      | 125,93      | 246,21      | 3.Q         | 111,17       | 118,81       | 229,98       | 6.           |
| Natalija Orechovová | Ženy      | 69,45       | 49,16       | 118,61      | 22.         | nepostoupila | nepostoupila | nepostoupila | nepostoupila |

## Alpské lyžování

### Muži
| Sportovec            | Disciplína  | 1. kolo    | 1. kolo    | 2. kolo | 2. kolo | Celkem     | Celkem     | Celkem     |
| Sportovec            | Disciplína  | Čas        | Pořadí     | Čas     | Pořadí  | Čas        | Ztráta     | Pořadí     |
| -------------------- | ----------- | ---------- | ---------- | ------- | ------- | ---------- | ---------- | ---------- |
| Vasilij Bezsmelnicyn | Sjezd       | —          | —          | —       | —       | 1:54,27    | +4,16      | 24.        |
| Andrej Filičkin      | Sjezd       | —          | —          | —       | —       | 1:52,65    | +2,54      | 18.        |
| Vasilij Bezsmelnicyn | Super-G     | —          | —          | —       | —       | 1:39,39    | +4,57      | 29.        |
| Andrej Filičkin      | Super-G     | —          | —          | —       | —       | 1:37,29    | +2,47      | 21.        |
| Vasilij Bezsmelnicyn | Obří slalom | Nedokončil | Nedokončil | —       | —       | Nedokončil | Nedokončil | Nedokončil |
| Andrej Filičkin      | Obří slalom | Nedokončil | Nedokončil | —       | —       | Nedokončil | Nedokončil | Nedokončil |

### Ženy
| Sportovec               | Disciplína | Čas     | Ztráta | Pořadí |
| ----------------------- | ---------- | ------- | ------ | ------ |
| Světlana Gladiševová    | Sjezd      | 1:29,50 | +0,61  | 5.     |
| Anna Larionovová        | Sjezd      | 1:34,36 | +5,47  | 32.    |
| Jekatěrina Něstěrenková | Sjezd      | 1:32,54 | +3,65  | 29.    |
| Varvara Zelenská        | Sjezd      | 1:30,38 | +1,49  | 13.    |
| Olesja Alijevová        | Super-G    | 1:22,00 | +3,98  | 37.    |
| Světlana Gladiševová    | Super-G    | 1:18,82 | +0,80  | 13.    |
| Anna Larionovová        | Super-G    | 1:20,61 | +2,59  | 33.    |
| Varvara Zelenská        | Super-G    | 1:18,72 | +0,70  | 12.    |

## Běžecké lyžování

### Muži
| Sergej Čepikov                                                                     | 10 km klasicky              | —       | —   | 28:55,9    | +1:31,4    | 22.        |
| Sergej Krijanin                                                                    | 10 km klasicky              | —       | —   | 30:03,2    | +2:38,7    | 42.        |
| Vladimir Legotine                                                                  | 10 km klasicky              | —       | —   | 31:10,3    | +3:45,8    | 62.        |
| Alexej Prokurorov                                                                  | 10 km klasicky              | —       | —   | 29:27,3    | +2:02,8    | 31.        |
| Sergej Čepikov                                                                     | 15 km volně (stíhací závod) | 39:29,3 | 4.  | 1:08:24,3  | +1:22,6    | 9.         |
| Sergej Krijanin                                                                    | 15 km volně (stíhací závod) | 40:30,4 | 16. | 1:10:33,4  | +3:31,7    | 25.        |
| Vladimir Legotine                                                                  | 15 km volně (stíhací závod) | 41:09,5 | 31. | 1:12:19,5  | +5:17,8    | 39.        |
| Alexej Prokurorov                                                                  | 15 km volně (stíhací závod) | 40:21,1 | 14. | 1:09:48,1  | +2:46,4    | 18.        |
| Sergej Čepikov                                                                     | 30 km klasicky              | —       | —   | 1:41:59,9  | +8:04,1    | 32.        |
| Alexandr Kravčenko                                                                 | 30 km klasicky              | —       | —   | 1:41:22,3  | +7:26,5    | 31.        |
| Vladimir Legotine                                                                  | 30 km klasicky              | —       | —   | 1:38:23,7  | +4:27,9    | 9.         |
| Maxim Pičugin                                                                      | 30 km klasicky              | —       | —   | 1:42:41,7  | +8:45,9    | 39.        |
| Grigorij Menšenin                                                                  | 50 km volně                 | —       | —   | nedokončil | nedokončil | nedokončil |
| Andrej Nutrichin                                                                   | 50 km volně                 | —       | —   | 2:12:21,9  | +7:13,7    | 15.        |
| Maxim Pičugin                                                                      | 50 km volně                 | —       | —   | 2:18:19,1  | +13:10,9   | 37.        |
| Alexej Prokurorov                                                                  | 50 km volně                 | —       | —   | 2:06:41,5  | +1:33,3    | 4.         |
| (1) Vladimir Legotine (2) Alexej Prokurorov (3) Sergej Krijanin (4) Sergej Čepikov | štafeta (4×10 km)           | —       | —   | 1:42:39.5  | +1:43,8    | 5.         |

### Ženy
| Sportovec                                                                           | Disciplína                  | Čistý čas | Pořadí | Celkem    | Ztráta  | Pořadí                      |
| ----------------------------------------------------------------------------------- | --------------------------- | --------- | ------ | --------- | ------- | --------------------------- |
| Julija Čepalovová                                                                   | 5 km klasicky               | —         | —      | 18:20,0   | +42,1   | 13.                         |
| Olga Danilovová                                                                     | 5 km klasicky               | —         | —      | 17:51,3   | +13,4   | 5.                          |
| Nina Gavriljuková                                                                   | 5 km klasicky               | —         | —      | 17:50,3   | +12,4   | 4.                          |
| Larisa Lazutinová                                                                   | 5 km klasicky               | —         | —      | 17:37,9   | –       | Zlatá olympijská medaile    |
| Julija Čepalovová                                                                   | 10 km volně (stíhací závod) | 28:08,4   | 3.     | 46:28,4   | +21,5   | 6.                          |
| Olga Danilovová                                                                     | 10 km volně (stíhací závod) | 28:22,4   | 4.     | 46:13,4   | +6,5    | Stříbrná olympijská medaile |
| Nina Gavriljuková                                                                   | 10 km volně (stíhací závod) | 28:59,3   | 8.     | 46:49,3   | +42,4   | 7.                          |
| Larisa Lazutinová                                                                   | 10 km volně (stíhací závod) | 28:29,9   | 5.     | 46:06,9   | –       | Zlatá olympijská medaile    |
| Olga Danilovová                                                                     | 15 km klasicky              | —         | —      | 46:55,4   | –       | Zlatá olympijská medaile    |
| Larisa Lazutinová                                                                   | 15 km klasicky              | —         | —      | 47:01,0   | +5,6    | Stříbrná olympijská medaile |
| Světlana Nagejkinová                                                                | 15 km klasicky              | —         | —      | 49:22,5   | +2:27,1 | 16.                         |
| Jelena Välbeová                                                                     | 15 km klasicky              | —         | —      | 49:25,9   | +2:30,5 | 17.                         |
| Julija Čepalovová                                                                   | 30 km volně                 | —         | —      | 1:22:01,5 | –       | Zlatá olympijská medaile    |
| Olga Danilovová                                                                     | 30 km volně                 | —         | —      | 1:28:08,1 | +6:06,6 | 13.                         |
| Larisa Lazutinová                                                                   | 30 km volně                 | —         | —      | 1:23:15,7 | +1:14,2 | Bronzová olympijská medaile |
| Jelena Välbeová                                                                     | 30 km volně                 | —         | —      | 1:24:52,8 | +2:51,3 | 5.                          |
| (1) Nina Gavriljuková (2) Olga Danilovová (3) Jelena Välbeová (4) Larisa Lazutinová | štafeta (4×5 km)            | —         | —      | 55:13,5   | –       | Zlatá olympijská medaile    |

## Biatlon

### Muži
| Vladimir Dračev                                                               | Sprint (10 km)             | 1+0     | 28:46,4   | +1:30,2 | 12.                         |
| Alexej Kobělev                                                                | Sprint (10 km)             | 2+2     | 31:02,8   | +3:46,6 | 56.                         |
| Viktor Majgurov                                                               | Sprint (10 km)             | 0+0     | 28:36,0   | +1:19,8 | 4.                          |
| Sergej Tarasov                                                                | Sprint (10 km)             | 2+1     | 29:23,2   | +2:07,0 | 22.                         |
| Vladimir Dračev                                                               | Vytrvalostní závod (20 km) | 1+2+1+2 | 1:01:13,9 | +4:57,5 | 35.                         |
| Pavel Muslimov                                                                | Vytrvalostní závod (20 km) | 0+1+1+1 | 59:26,5   | +3:10,1 | 17.                         |
| Sergej Tarasov                                                                | Vytrvalostní závod (20 km) | 1+0+2+1 | 59:24,3   | +3:07,9 | 15.                         |
| Pavel Vavilov                                                                 | Vytrvalostní závod (20 km) | 1+2+3+1 | 1:03:59,4 | +7:43,0 | 53.                         |
| (1) Pavel Muslimov (2) Vladimir Dračev (3) Sergej Tarasov (4) Viktor Majgurov | Štafeta (4×7,5 km)         | 0+7     | 1:22:19.3 | +43,1   | Bronzová olympijská medaile |

### Ženy
| Albina Achatovová                                                                | Sprint (7,5 km)            | 1+1     | 24:06,4   | +58,4   | 13.                         |
| Galina Kuklevová                                                                 | Sprint (7,5 km)            | 1+0     | 23:08,0   | –       | Zlatá olympijská medaile    |
| Olga Romašková                                                                   | Sprint (7,5 km)            | 2+1     | 25:03,6   | +1:55,6 | 27.                         |
| Anna Volkovová                                                                   | Sprint (7,5 km)            | 0+4     | 25:42,7   | +2:34,7 | 44.                         |
| Albina Achatovová                                                                | Vytrvalostní závod (15 km) | 0+0+0+1 | 56:21,7   | +1:29,7 | 7.                          |
| Galina Kuklevová                                                                 | Vytrvalostní závod (15 km) | 1+2+3+0 | 1:00:29,2 | +5:37,2 | 31.                         |
| Olga Melniková                                                                   | Vytrvalostní závod (15 km) | 0+0+2+0 | 57:10,8   | +2:18,8 | 13.                         |
| Olga Romašková                                                                   | Vytrvalostní závod (15 km) | 3+0+0+0 | 1:00:58,8 | +6:06,8 | 33.                         |
| (1) Olga Melniková (2) Galina Kuklevová (3) Albina Achatovová (4) Olga Romašková | Štafeta (4×7,5 km)         | 0+9     | 1:40:25.2 | +11,6   | Stříbrná olympijská medaile |

## Boby

### Muži
| Sportovec                                                                 | Disciplína | 1. jízda | 1. jízda | 2. jízda | 2. jízda | 3. jízda | 3. jízda | 4. jízda | 4. jízda | Celkem  | Celkem | Celkem |
| Sportovec                                                                 | Disciplína | Čas      | Pořadí   | Čas      | Pořadí   | Čas      | Pořadí   | Čas      | Pořadí   | Čas     | Ztráta | Pořadí |
| ------------------------------------------------------------------------- | ---------- | -------- | -------- | -------- | -------- | -------- | -------- | -------- | -------- | ------- | ------ | ------ |
| Pavel Ščeglovskij Konstantin Djomin                                       | Dvojbob    | 55,41    | 19.      | 55,09    | 15.      | 54,84    | 15.      | 54,97    | 17.      | 3:40,31 | +3,07  | 16.    |
| Jevgenij Popov Oleg Petrov                                                | Dvojbob    | 55,53    | 23.      | 55,37    | 23.      | 55,25    | 21.      | 55,31    | 21.      | 3:41,46 | +4,22  | 21.    |
| Pavel Ščeglovskij Alexej Seliverstov Vladislav Posedkin Konstantin Djomin | Čtyřbob    | 53,72    | 13.      | 53,95    | 19.      | 54,71    | 20.      | —        | —        | 2:42,38 | +2,97  | 19     |

## Krasobruslení
| Sportovec                           | Kategorie         | CD1 | CD2 | SP/OD | FS/FD | Body | Pořadí                      |
| ----------------------------------- | ----------------- | --- | --- | ----- | ----- | ---- | --------------------------- |
| Alexej Jagudin                      | Muži              | —   | —   | 4.    | 5.    | 7,0  | 5.                          |
| Ilja Kulik                          | Muži              | —   | —   | 1.    | 1.    | 1,5  | Zlatá olympijská medaile    |
| Maria Butyrská                      | Ženy              | —   | —   | 3.    | 4.    | 5,5  | 4.                          |
| Irina Slucká                        | Ženy              | —   | —   | 5.    | 5.    | 7,5  | 5.                          |
| Jelena Sokolovová                   | Ženy              | —   | —   | 10.   | 7.    | 12,0 | 7.                          |
| Jelena Běrežná Anton Sicharulidze   | Sportovní dvojice | —   | —   | 3.    | 2.    | 3,5  | Stříbrná olympijská medaile |
| Marina Elcovová Andrej Buškov       | Sportovní dvojice | —   | —   | 5.    | 7.    | 9,5  | 7.                          |
| Oxana Kazakovová Artur Dmitrijev    | Sportovní dvojice | —   | —   | 1.    | 1.    | 1,5  | Zlatá olympijská medaile    |
| Oksana Grišuková Jevgenij Platov    | Taneční páry      | 1.  | 1.  | 1.    | 1.    | 2,0  | Zlatá olympijská medaile    |
| Anjelika Krylovová Oleg Ovsjannikov | Taneční páry      | 2.  | 2.  | 2.    | 2.    | 4,0  | Stříbrná olympijská medaile |
| Irina Lobachevová Ilja Averbuch     | Taneční páry      | 4.  | 5.  | 5.    | 5.    | 9,8  | 5.                          |

## Lední hokej

#### Shrnutí
| Tým   | Kategorie | Skupina          | Skupina      | Skupina      | Skupina | Čtvrtfinále     | Semifinále   | Finále / BM  | Celkem                      |
| Tým   | Kategorie | Soupeř Skóre     | Soupeř Skóre | Soupeř Skóre | Pořadí  | Soupeř Skóre    | Soupeř Skóre | Soupeř Skóre | Pořadí                      |
| ----- | --------- | ---------------- | ------------ | ------------ | ------- | --------------- | ------------ | ------------ | --------------------------- |
| Rusko | Muži      | Kazachstán V 9–2 | Finsko V 4–3 | Česko V 2–1  | 1.Q     | Bělorusko V 4–1 | Finsko V 7–4 | Česko L 0–1  | Stříbrná olympijská medaile |

### Muži
- Hlavní trenér:  Vladimir Jurzinov

| Pozice  | Č. | Hráč               | Věk    | Tým                     |
| ------- | -- | ------------------ | ------ | ----------------------- |
| Brankář | 1  | Oleg Ševcov        | 26 let | Severstal Čerepovec     |
| Brankář | 34 | Andrej Trefilov    | 28 let | Chicago Blackhawks      |
| Brankář | 35 | Michail Štalenkov  | 32 let | Mighty Ducks of Anaheim |
| Obránce | 2  | Boris Mironov      | 25 let | Edmonton Oilers         |
| Obránce | 3  | Dmitrij Juškevič   | 26 let | Toronto Maple Leafs     |
| Obránce | 5  | Alexej Gusarov     | 33 let | Colorado Avalanche      |
| Obránce | 11 | Darius Kasparaitis | 25 let | Pittsburgh Penguins     |
| Obránce | 15 | Dmitrij Mironov    | 32 let | Mighty Ducks of Anaheim |
| Obránce | 29 | Igor Kravčuk       | 31 let | Ottawa Senators         |
| Obránce | 44 | Alexej Žitnik      | 25 let | Buffalo Sabres          |
| Obránce | 55 | Sergej Gončar      | 23 let | Washington Capitals     |
| Útočník | 8  | Sergej Němčinov    | 34 let | New York Islanders      |
| Útočník | 9  | Sergej Krivokrasov | 23 let | Chicago Blackhawks      |
| Útočník | 10 | Pavel Bure         | 26 let | Vancouver Canucks       |
| Útočník | 13 | Valerij Kamenskij  | 31 let | Colorado Avalanche      |
| Útočník | 14 | German Titov       | 32 let | Calgary Flames          |
| Útočník | 19 | Alexej Jašin       | 24 let | Ottawa Senators         |
| Útočník | 20 | Valerij Bure       | 23 let | Calgary Flames          |
| Útočník | 24 | Alexej Morozov     | 20 let | Pittsburgh Penguins     |
| Útočník | 25 | Valerij Zelepukin  | 29 let | Edmonton Oilers         |
| Útočník | 33 | Alexej Žamnov      | 27 let | Chicago Blackhawks      |
| Útočník | 51 | Andrej Kovalenko   | 27 let | Edmonton Oilers         |
| Útočník | 91 | Sergej Fjodorov    | 28 let | Detroit Red Wings       |

#### Skupina
| Tým        | Z | V | P | T | GF | GA | B |
| ---------- | - | - | - | - | -- | -- | - |
| Rusko      | 3 | 3 | 0 | 0 | 15 | 6  | 6 |
| Česko      | 3 | 2 | 1 | 0 | 12 | 4  | 4 |
| Finsko     | 3 | 1 | 2 | 0 | 11 | 15 | 2 |
| Kazachstán | 3 | 0 | 3 | 0 | 6  | 25 | 0 |

| 13. únor 1998 | Rusko | 9–2 (2–1, 5–0, 2–1)                         | Kazachstán                                                                | Aqua Wing Arena Návštěvnost: 3752 |  |
| Michail Štalenkov (do 50:46) Andrej Trefilov (od 50:46) | Michail Štalenkov (do 50:46) Andrej Trefilov (od 50:46) | Brankáři                                    | Vitalij Jeremejev (do 32:14) Alexandr Šimin (od 32:14)                    |                                   |  |
| Fjodorov (Kovalenko) – 1:30 Jašin (Fjodorov) – 8:15 Jašin (Kasparaitis)- 20:55 P. Bure (D. Mironov) – 27:34 P. Bure – 32:01 Kovalenko – 32:14 Titov (Kamenskij, Morozov) – 38:39 Kovalenko (B. Mironov) – 45:09 Zelepukin (Morozov) – 55:46 | Fjodorov (Kovalenko) – 1:30 Jašin (Fjodorov) – 8:15 Jašin (Kasparaitis)- 20:55 P. Bure (D. Mironov) – 27:34 P. Bure – 32:01 Kovalenko – 32:14 Titov (Kamenskij, Morozov) – 38:39 Kovalenko (B. Mironov) – 45:09 Zelepukin (Morozov) – 55:46 | 1–0 1–1 2–1 3–1 4–1 5–1 6–1 7–1 8–1 9–1 9–2 | 2:15 – Sagymbajev (Pčeljakov) 57:40 – E. Koreškov (Šafranov, A. Koreškov) |                                   |  |
| 6 min | 6 min | Tresty                                      | 8 min                                                                     |                                   |  |
| 31 | 31 | Střely                                      | 18                                                                        |                                   |  |

| 14. únor 1998 | Rusko | 4–3 (1–2, 2–1, 1–0)         | Finsko                                                                                            | Big Hat Návštěvnost: 9894 |  |
| Andrei Trefilov | Andrei Trefilov | Brankáři                    | Jarmo Myllys                                                                                      | Rozhodčí: Bill McCreary   |  |
| P. Bure (Fjodorov, Kamenskij) – 13:36 PP Němčinov (Gončar, Kravčuk) – 29:31 Jašin (Fjodorov, Žitnik)- 35:03 PP Morozov (Zelepukin) – 56:43 | P. Bure (Fjodorov, Kamenskij) – 13:36 PP Němčinov (Gončar, Kravčuk) – 29:31 Jašin (Fjodorov, Žitnik)- 35:03 PP Morozov (Zelepukin) – 56:43 | 0–1 0–2 1–2 1–3 2–3 3–3 4–3 | 6:11 – Koivu (Lehtinen, Selänne) PP 7:04 – Lehtinen (Koivu, Selänne) PP 8:24 – Lehtinen (Selänne) | Rozhodčí: Bill McCreary   |  |
| 24 min | 24 min | Tresty                      | 24 min                                                                                            | Rozhodčí: Bill McCreary   |  |
| 28 | 28 | Střely                      | 33                                                                                                | Rozhodčí: Bill McCreary   |  |

| 16. únor 1998                                                          | Rusko                                                                  | 2–1 (0–0, 0–1, 2–0) | Česko                       | Big Hat Návštěvnost: 9847 |  |
| Michail Štalenkov                                                      | Michail Štalenkov                                                      | Brankáři            | Dominik Hašek               | Rozhodčí: Kerry Fraser    |  |
| V. Bure (Kravčuk, Gončar) – 43:27 Žamnov (Gusarov, D. Mironov) – 43:37 | V. Bure (Kravčuk, Gončar) – 43:27 Žamnov (Gusarov, D. Mironov) – 43:37 | 0–1 1–1 2–1         | 31:53 – Reichel (Patera) PP | Rozhodčí: Kerry Fraser    |  |
| 6 min                                                                  | 6 min                                                                  | Tresty              | 14 min                      | Rozhodčí: Kerry Fraser    |  |
| 24                                                                     | 24                                                                     | Střely              | 31                          | Rozhodčí: Kerry Fraser    |  |

#### Čtvrtfinále
| 18. únor 1998 | Rusko | 4–1 (1–0, 1–0, 2–1) | Bělorusko                        | Aqua Wing Arena Návštěvnost: 4628 |  |
| Michail Štalenkov | Michail Štalenkov | Brankáři            | Andrej Mezin                     | Rozhodčí: Mark Faucette           |  |
| Kamenskij (Jašin) – 19:00 Kovalenko (Fjodorov, Jašin) – 21:31 P. Bure – 42:38 Morozov (Zelepukin, Kasparaitis) – 43:19 | Kamenskij (Jašin) – 19:00 Kovalenko (Fjodorov, Jašin) – 21:31 P. Bure – 42:38 Morozov (Zelepukin, Kasparaitis) – 43:19 | 1–0 2–0 3–0 4–0 4–1 | 44:18 – Jerkovič (Chmyl, Roščin) | Rozhodčí: Mark Faucette           |  |
| 16 min | 16 min | Tresty              | 10 min                           | Rozhodčí: Mark Faucette           |  |
| 35 | 35 | Střely              | 26                               | Rozhodčí: Mark Faucette           |  |

#### Semifinále
| 20. únor 1998 | Finsko | 4–7 (0–2, 3–2, 1–3)                         | Rusko | Big Hat Návštěvnost: 9640 |  |
| Jarmo Myllys | Jarmo Myllys | Brankáři                                    | Michail Štalenkov | Rozhodčí: Kerry Fraser    |  |
| Helminen (Lind) – 23:28 Rintanen (Kurri, Timonen) – 24:59 Selänne (Kurri, Koivu) – 34:07 Koivu (Selänne) – 45:15 | Helminen (Lind) – 23:28 Rintanen (Kurri, Timonen) – 24:59 Selänne (Kurri, Koivu) – 34:07 Koivu (Selänne) – 45:15 | 0–1 0–2 0–3 1–3 2–3 3–3 3–4 4–4 4–5 4–6 4–7 | 9:51 – P. Bure (Žamnov) PP 17:28 – P. Bure (D. Mironov) 20:59 – P. Bure 37:26 – Žamnov (Žitnik) PP 46:33 – Kovalenko (Fjodorov) 55:58 – P. Bure 59:55 – P. Bure EN | Rozhodčí: Kerry Fraser    |  |
| 6 min | 6 min | Tresty                                      | 12 min | Rozhodčí: Kerry Fraser    |  |
| 32 | 32 | Střely                                      | 21 | Rozhodčí: Kerry Fraser    |  |

#### Finále
| 21. únor 1998                       | Česko                               | 1–0 (0–0, 0–0, 1–1) | Rusko             | Big Hat Návštěvnost: 10 010 |  |
| Dominik Hašek                       | Dominik Hašek                       | Brankáři            | Michail Štalenkov | Rozhodčí: Bill McCreary     |  |
| Svoboda (Patera, Procházka) – 48:08 | Svoboda (Patera, Procházka) – 48:08 | 1–0                 |                   | Rozhodčí: Bill McCreary     |  |
| 8 min                               | 8 min                               | Tresty              | 4 min             | Rozhodčí: Bill McCreary     |  |
| 21                                  | 21                                  | Střely              | 20                | Rozhodčí: Bill McCreary     |  |

## Rychlobruslení

### Muži
| Sportovec          | Disciplína   | 1. jízda        | 1. jízda        | 2. jízda | 2. jízda | Celkem          | Celkem          |
| Sportovec          | Disciplína   | Čas             | Pořadí          | Čas      | Pořadí   | Čas             | Pořadí          |
| ------------------ | ------------ | --------------- | --------------- | -------- | -------- | --------------- | --------------- |
| Alexandr Goluběv   | 500 m muži   | 36,67           | 21.             | 36,54    | 21.      | 73,21           | 20.             |
| Alexandr Kibalko   | 500 m muži   | 37,32           | 38.             | 36,86    | 28.      | 74,18           | 33.             |
| Sergej Klevčenja   | 500 m muži   | 36,56           | 15.             | 36,30    | 10.      | 72,86           | 14.             |
| Sergej Saveljev    | 500 m muži   | diskvalifikován | diskvalifikován | —        | —        | diskvalifikován | diskvalifikován |
| Andrej Anufrijenko | 1000 m muži  | —               | —               | —        | —        | 1:12,61         | 23.             |
| Alexandr Kibalko   | 1000 m muži  | —               | —               | —        | —        | 1:12,94         | 28.             |
| Sergej Klevčenja   | 1000 m muži  | —               | —               | —        | —        | 1:13,51         | 33.             |
| Dmitrij Šepel      | 1000 m muži  | —               | —               | —        | —        | 1:13,31         | 32.             |
| Andrej Anufrijenko | 1500 m muži  | —               | —               | —        | —        | 1:50,99         | 10.             |
| Alexandr Kibalko   | 1500 m muži  | —               | —               | —        | —        | 1:52,27         | 22.             |
| Vadim Sajutin      | 1500 m muži  | —               | —               | —        | —        | 1:51,31         | 11.             |
| Dmitrij Šepel      | 1500 m muži  | —               | —               | —        | —        | 1:51,64         | 14.             |
| Jurij Kochanec     | 5000 m muži  | —               | —               | —        | —        | 6:47,21         | 22.             |
| Andrej Krivošejev  | 5000 m muži  | —               | —               | —        | —        | 6:46,57         | 20.             |
| Vadim Sajutin      | 5000 m muži  | —               | —               | —        | —        | 6:39,92         | 15.             |
| Vadim Sajutin      | 10000 m muži | —               | —               | —        | —        | 13:54,57        | 13.             |

### Ženy
| Sportovec              | Disciplína  | 1. jízda | 1. jízda | 2. jízda | 2. jízda | Celkem  | Celkem |
| Sportovec              | Disciplína  | Čas      | Pořadí   | Čas      | Pořadí   | Čas     | Pořadí |
| ---------------------- | ----------- | -------- | -------- | -------- | -------- | ------- | ------ |
| Taťjana Danšinová      | 500 m ženy  | 40,53    | 29.      | 40,59    | 29.      | 81,12   | 28.    |
| Oxana Ravilovová       | 500 m ženy  | 39,99    | 21.      | 40,04    | 21.      | 80,03   | 21.    |
| Světlana Žurovová      | 500 m ženy  | 39,11    | 7.       | 39,38    | 11.      | 78,49   | 9.     |
| Taťjana Danšinová      | 1000 m ženy | —        | —        | —        | —        | 1:19,95 | 19.    |
| Natalija Polozkovová   | 1000 m ženy | —        | —        | —        | —        | 1:19,78 | 17.    |
| Anna Saveljevová       | 1000 m ženy | —        | —        | —        | —        | 1:21,83 | 27.    |
| Světlana Žurovová      | 1000 m ženy | —        | —        | —        | —        | 1:19,04 | 12.    |
| Varvara Baryševová     | 1500 m ženy | —        | —        | —        | —        | 2:03,34 | 20.    |
| Světlana Bažanovová    | 1500 m ženy | —        | —        | —        | —        | 2:01,54 | 9.     |
| Natalija Polozkovová   | 1500 m ženy | —        | —        | —        | —        | 2:01,56 | 10.    |
| Taťjana Trapeznikovová | 1500 m ženy | —        | —        | —        | —        | 2:03,25 | 19.    |
| Světlana Bažanovová    | 3000 m ženy | —        | —        | —        | —        | 4:16,45 | 10.    |
| Taťjana Trapeznikovová | 3000 m ženy | —        | —        | —        | —        | 4:17,76 | 13.    |
| Světlana Vysokovová    | 3000 m ženy | —        | —        | —        | —        | 4:17,70 | 12.    |
| Světlana Vysokovová    | 5000 m ženy | —        | —        | —        | —        | 7:22,18 | 12.    |

## Saně
| Sportovec                       | Kategorie | 1. jízda | 1. jízda | 2. jízda | 2. jízda | 3. jízda        | 3. jízda        | 4. jízda | 4. jízda | Celkem          | Celkem          |
| Sportovec                       | Kategorie | Čas      | Pořadí   | Čas      | Pořadí   | Čas             | Pořadí          | Čas      | Pořadí   | Čas             | Pořadí          |
| ------------------------------- | --------- | -------- | -------- | -------- | -------- | --------------- | --------------- | -------- | -------- | --------------- | --------------- |
| Albert Demčenko                 | Muži      | 50,224   | 10.      | 50,011   | 10.      | diskvalifikován | diskvalifikován | —        | —        | diskvalifikován | diskvalifikován |
| Alexandr Zubkov                 | Muži      | 50,488   | 14.      | 50,944   | 22.      | 50,650          | 17.             | 50,619   | 19.      | 3:22,701        | 20.             |
| Irina Gubkinová                 | Ženy      | 52,295   | 18.      | 52,199   | 18.      | 52,107          | 21.             | 51,514   | 18.      | 3:28,115        | 18.             |
| Margarita Klimenková            | Ženy      | 52,391   | 19.      | 52,123   | 17.      | 51,789          | 18.             | 51,448   | 17.      | 3:27,751        | 17.             |
| Danil Čaban Viktor Knejb        | Dvojice   | 51,370   | 9.       | 51,023   | 9.       | —               | —               | —        | —        | 1:42,393        | 9.              |
| Albert Demčenko Semen Kolobajev | Dvojice   | 51,515   | 12.      | 51,041   | 10.      | —               | —               | —        | —        | 1:42,556        | 10.             |

## Severská kombinace
| Sportovec                                                         | Disciplína  | Skoky na lyžích     | Skoky na lyžích | Skoky na lyžích | Skoky na lyžích     | Skoky na lyžích | Skoky na lyžích | Skoky na lyžích | Skoky na lyžích | Běh na lyžích | Běh na lyžích | Běh na lyžích | Běh na lyžích | Celkem                      |
| Sportovec                                                         | Disciplína  | 1. kolo             | 1. kolo         | 1. kolo         | 2. kolo             | 2. kolo         | 2. kolo         | Celkem          | Celkem          | Běh na lyžích | Běh na lyžích | Běh na lyžích | Běh na lyžích | Celkem                      |
| Sportovec                                                         | Disciplína  | Metry               | Body            | Pořadí          | Metry               | Body            | Pořadí          | Body            | Pořadí          | Start         | Čas           | Cíl           | Pořadí        | Celkem                      |
| ----------------------------------------------------------------- | ----------- | ------------------- | --------------- | --------------- | ------------------- | --------------- | --------------- | --------------- | --------------- | ------------- | ------------- | ------------- | ------------- | --------------------------- |
| Alexej Fadejev                                                    | Jednotlivci | 86,5                | 107,5           | =15.            | 77,5                | 88,0            | =44.            | 195,5           | 33.             | +4:33         | 48:19,7       | +6:58,6       | 36            | 37.                         |
| Dmitrij Sinicyn                                                   | Jednotlivci | 87,5                | 110,5           | =8.             | 84,0                | 103,0           | =26.            | 213,5           | 14.             | +2:45         | 43:48,0       | +2:26,9       | 11.           | 10.                         |
| Valerij Stoljarov                                                 | Jednotlivci | 92,5                | 120,0           | 1.              | 89,5                | 115,0           | 10.             | 235,0           | 2.              | +0:36         | 41:49,3       | +28,2         | 14.           | Bronzová olympijská medaile |
| Denis Tišagin                                                     | Jednotlivci | 82,5                | 98,0            | =34.            | 83,5                | 100,5           | =31.            | 198,5           | 31.             | +4:15         | nedokončil    | nedokončil    | nedokončil    | nedokončil                  |
| Alexej Fadejev Vladimir Lysenin Dmitrij Sinicyn Valerij Stoljarov | Družstva    | 86,0 70,0 93,5 88,0 | 403,0           | 9.              | 84,0 81,5 86,0 91,0 | 423,0           | 8.              | 826,0           | 8.              | +2:13         | 58:34,2       | +4:22,7       | 9.            | 9.                          |

## Short track

### Ženy
| Sportovec          | Disciplína | Rozjížďka | Rozjížďka | Čtvrtfinále  | Čtvrtfinále  | Semifinále   | Semifinále   | Finále       | Finále |
| Sportovec          | Disciplína | Čas       | Pořadí    | Čas          | Pořadí       | Čas          | Pořadí       | Čas          | Pořadí |
| ------------------ | ---------- | --------- | --------- | ------------ | ------------ | ------------ | ------------ | ------------ | ------ |
| Marina Pylajevová  | 500 m      | 46,359    | 2.Q       | 46,220       | 3.           | nepostoupila | nepostoupila | nepostoupila | 12.    |
| Jelena Tichaninová | 500 m      | 46,980    | 2.Q       | 46,206       | 3.           | nepostoupila | nepostoupila | nepostoupila | 11.    |
| Marina Pylajevová  | 1000 m     | 1:39,340  | 4.        | nepostoupila | nepostoupila | nepostoupila | nepostoupila | nepostoupila | 26.    |
| Jelena Tichaninová | 1000 m     | 1:39,242  | 4.        | nepostoupila | nepostoupila | nepostoupila | nepostoupila | nepostoupila | 25.    |

## Skoky na Lyžích

### Muži
| Sportovec                                                         | Disciplína              | 1. kolo             | 1. kolo | 1. kolo | 2. kolo                 | 2. kolo     | 2. kolo     | Celkem | Celkem |
| Sportovec                                                         | Disciplína              | Metry               | Body    | Pořadí  | Metry                   | Body        | Pořadí      | Body   | Pořadí |
| ----------------------------------------------------------------- | ----------------------- | ------------------- | ------- | ------- | ----------------------- | ----------- | ----------- | ------ | ------ |
| Artur Chamidulin                                                  | Střední můstek          | 78,5                | 90,5    | =26.    | 80,5                    | 96,0        | =24.        | 186,5  | 25.    |
| Valerij Kobělev                                                   | Střední můstek          | 68,0                | 68,0    | 54.     | nepostoupil             | nepostoupil | nepostoupil | 68,0   | 54.    |
| Nikolaj Petrušin                                                  | Střední můstek          | 73,5                | 79,5    | =42.    | nepostoupil             | nepostoupil | nepostoupil | 79,5   | =42.   |
| Alexandr Volkov                                                   | Střední můstek          | 78,0                | 90,5    | =26.    | 79,5                    | 93,5        | 28.         | 184,0  | 27.    |
| Artur Chamidulin                                                  | Velký můstek            | 117,0               | 109,6   | 15.     | 117,0                   | 107,6       | 24.         | 217,2  | 23.    |
| Valerij Kobělev                                                   | Velký můstek            | 108,0               | 92,9    | 35.     | nepostoupil             | nepostoupil | nepostoupil | 92,9   | 35.    |
| Nikolaj Petrušin                                                  | Velký můstek            | 94,5                | 66,1    | 54.     | nepostoupil             | nepostoupil | nepostoupil | 66,1   | 54.    |
| Alexandr Volkov                                                   | Velký můstek            | 111,0               | 98,3    | =27.    | 101,5                   | 81,2        | 27.         | 179,5  | 27.    |
| Nikolaj Petrušin Artur Chamidulin Alexandr Volkov Valerij Kobělev | Družstva (velký můstek) | 90,0 96,0 98,0 96,5 | 264,9   | 9.      | 110,0 106,0 102,5 117,5 | 374,8       | 8.          | 639,7  | 9.     |